# Ruscello

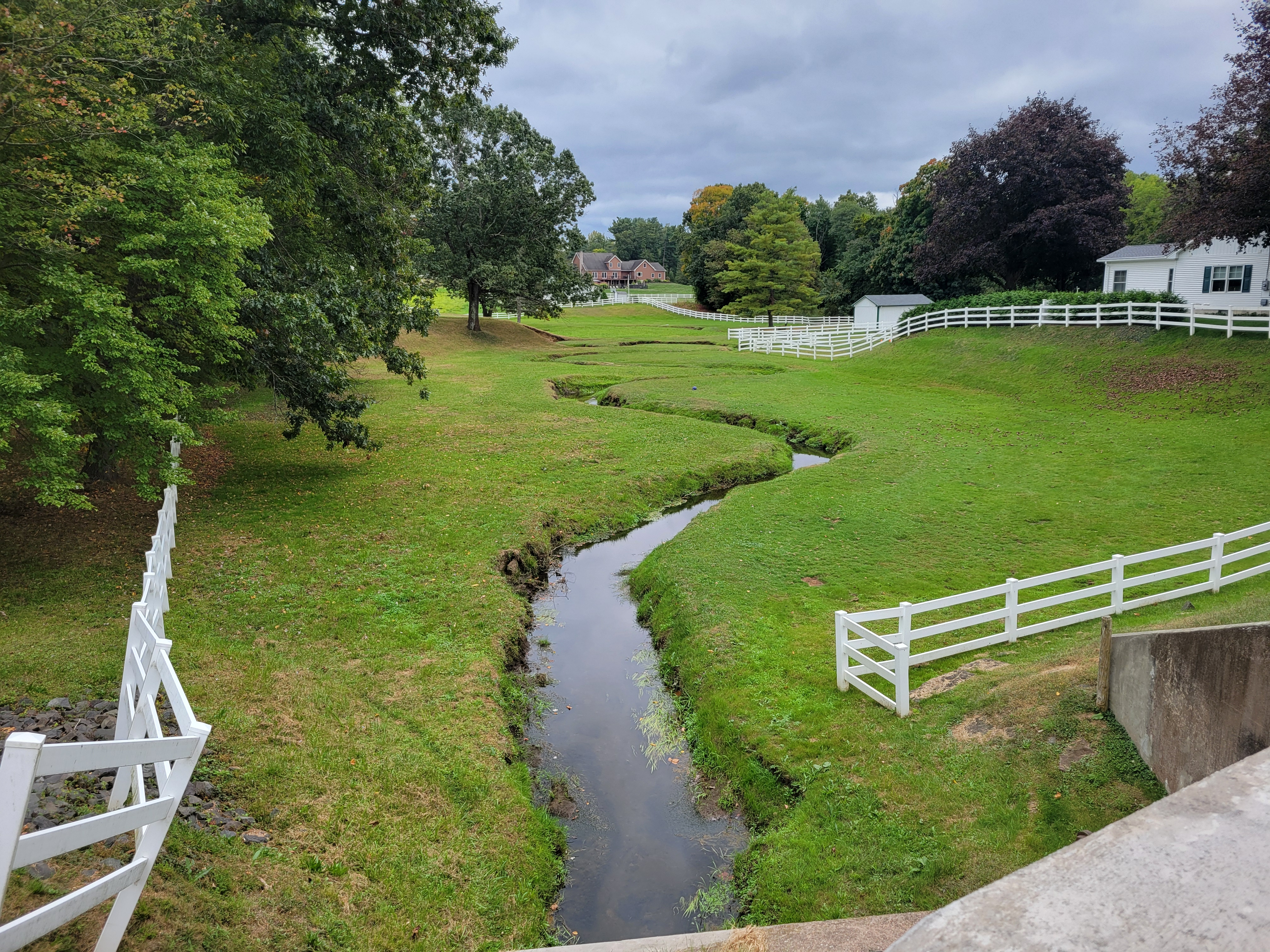
Un ruscello nel bassopiano di South Windsor, nel Connecticut

In idrografia, ruscello è il nome generico di un piccolo corso d'acqua sorgiva.

## Etimologia
Il termine ruscello trae origine dal latino volgare ri(v)uscellus, diminutivo non attestato di rivus ("corso d'acqua", da cui anche rivo, rio), sostantivo latino derivante a sua volta da una presunta radice indoeuropea rei ("scorrere").

## Descrizione
Pur avendo una portata alquanto incostante, i ruscelli presentano un letto sempre piuttosto ristretto, distinguendosi sotto questo aspetto dai torrenti; tuttavia anche i ruscelli, in virtù delle pendenze spesso notevoli, possono provocare significativi fenomeni erosivi i quali prendono appunto il nome di ruscellamenti. Un modesto corso d'acqua lento e placido è detto invece rio (o talvolta rivo), mentre di origine prettamente artificiale è la roggia.

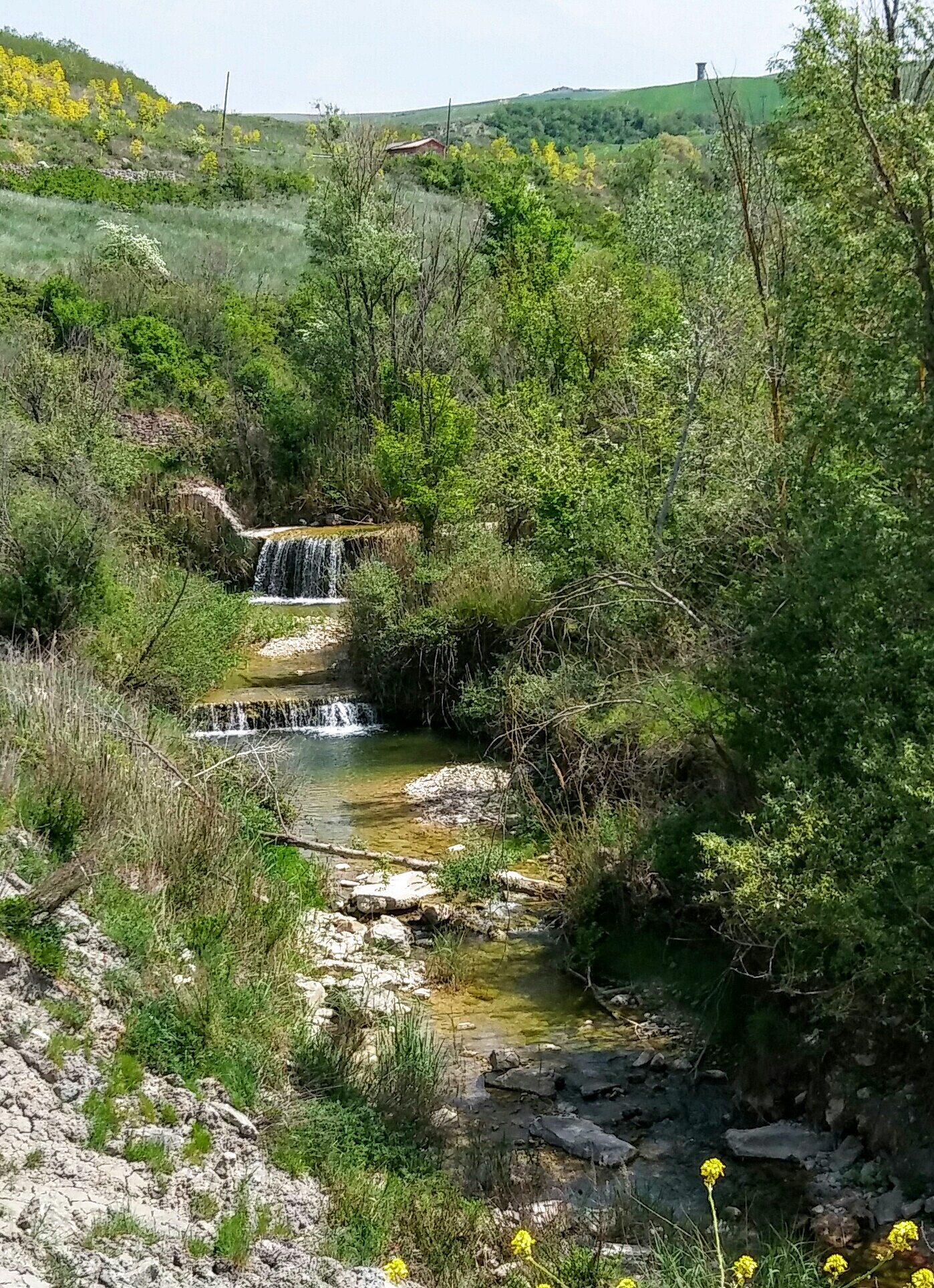
Un ruscello di montagna nell'Appennino campano, presso Ariano Irpino

Seppur caratterizzati da corsi brevi e da scarse portate d'acqua, in molte aree i ruscelli possono formare un fitto reticolo idrografico, tanto da contribuire in modo spesso determinante alla formazione di torrenti e fiumi.
Inoltre, il ruscello dà origine con le sue rive ad un particolare ambiente naturale che vede la crescita di una tipica vegetazione riparia e lo sviluppo di una fauna peculiare, caratterizzata da specie specifiche quali, ad esempio, la lampreda e il ghiozzo di ruscello.